# كايل كاري
كايل كاري (بالإنجليزية: Kyle Carey)‏ هي مغنية وكاتبة غنائية أمريكية، ولدت في 1988 في لاكونيا في الولايات المتحدة.

## وصلات خارجية
- كايل كاري على موقع ميوزك برينز (الإنجليزية)
- كايل كاري على موقع أول ميوزيك (الإنجليزية)
- كايل كاري على موقع ديسكوغز (الإنجليزية)
- الموقع الرسمي